# 真岡市コミュニティバス
真岡市コミュニティバス（もおかしコミュニティバス）は、栃木県真岡市が運行するコミュニティバスである。愛称はいちごバス。運行委託先は大越観光バス。芳賀赤十字病院の移院に合わせて2019年（平成31年）3月4日より運行を開始した。
また、市街地を運行するいちごバスを補完する目的で2023年（令和5年）からの約1年間の実証運行を経てもおかベリー号が2024年4月24日より正式運行開始された。

## 沿革

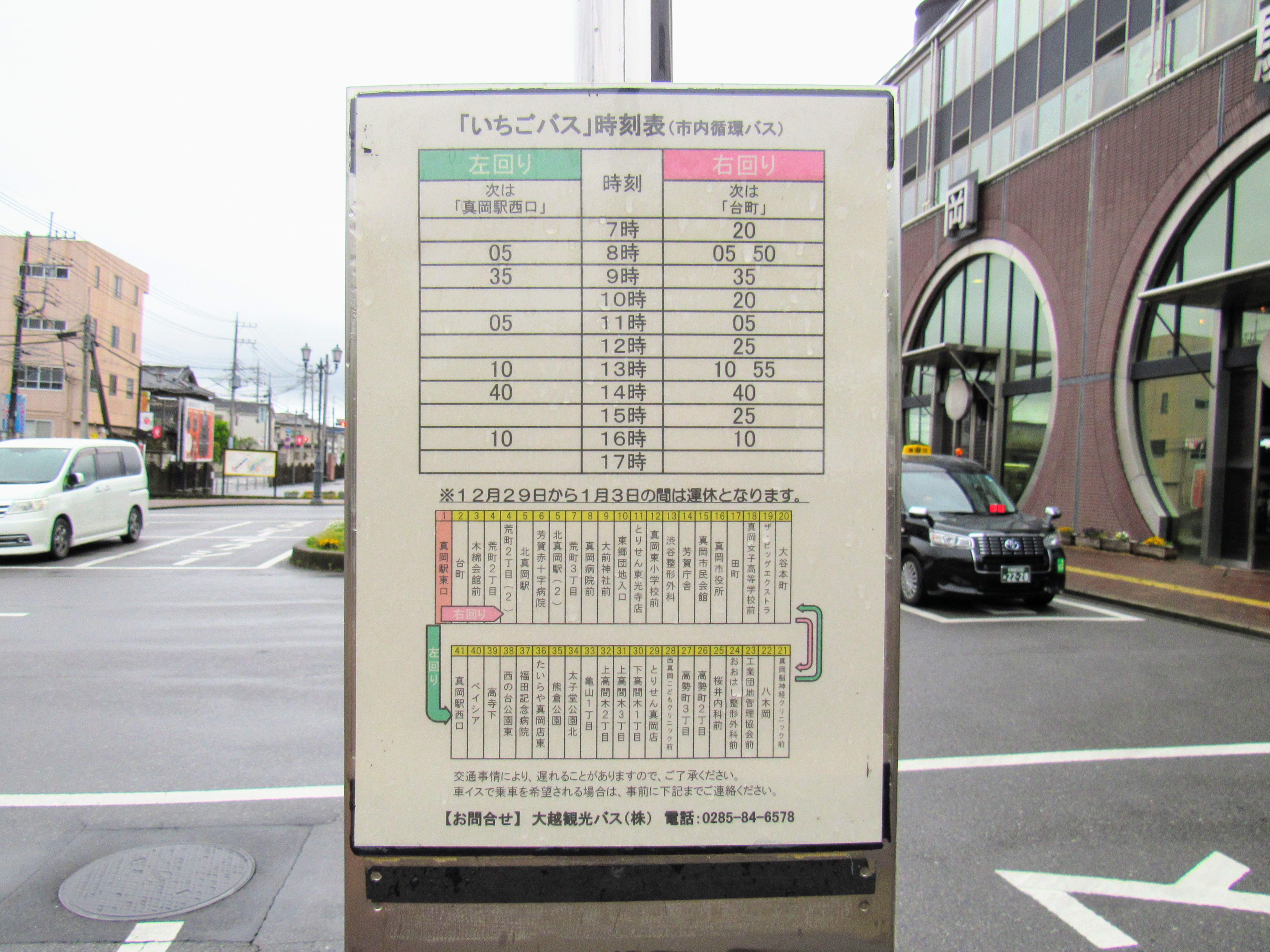
バス停時刻表

- 2019年（平成31年）3月4日 - 2012年から運行されていたコットベリー号（トヨタ・ハイエース）に代わり路線再編・車両を日野・ポンチョに変更の上で運行開始。
- 2022年（令和4年） 1月20日 - 同日開催の真岡市地域公共交通活性化協議会にて、交差点に近いなど交通安全の面から問題があるバス停4ヶ所と市役所バス停の庁舎敷地内への移設決定し4月中に実施予定。バス利用者待合環境改善などのためベンチ設置が可能なバス停50ヶ所へのベンチ設置を決定し3月中に設置予定[3]
- 2023年（令和5年）4月24日 - コミュニティーバス「もおかベリー号」が運行開始。いちごバスの運行経路を補完する位置づけで実証運行されたが、利用者は1便当たり0.7人と低迷した[4]。

## 現行路線
（出典：）

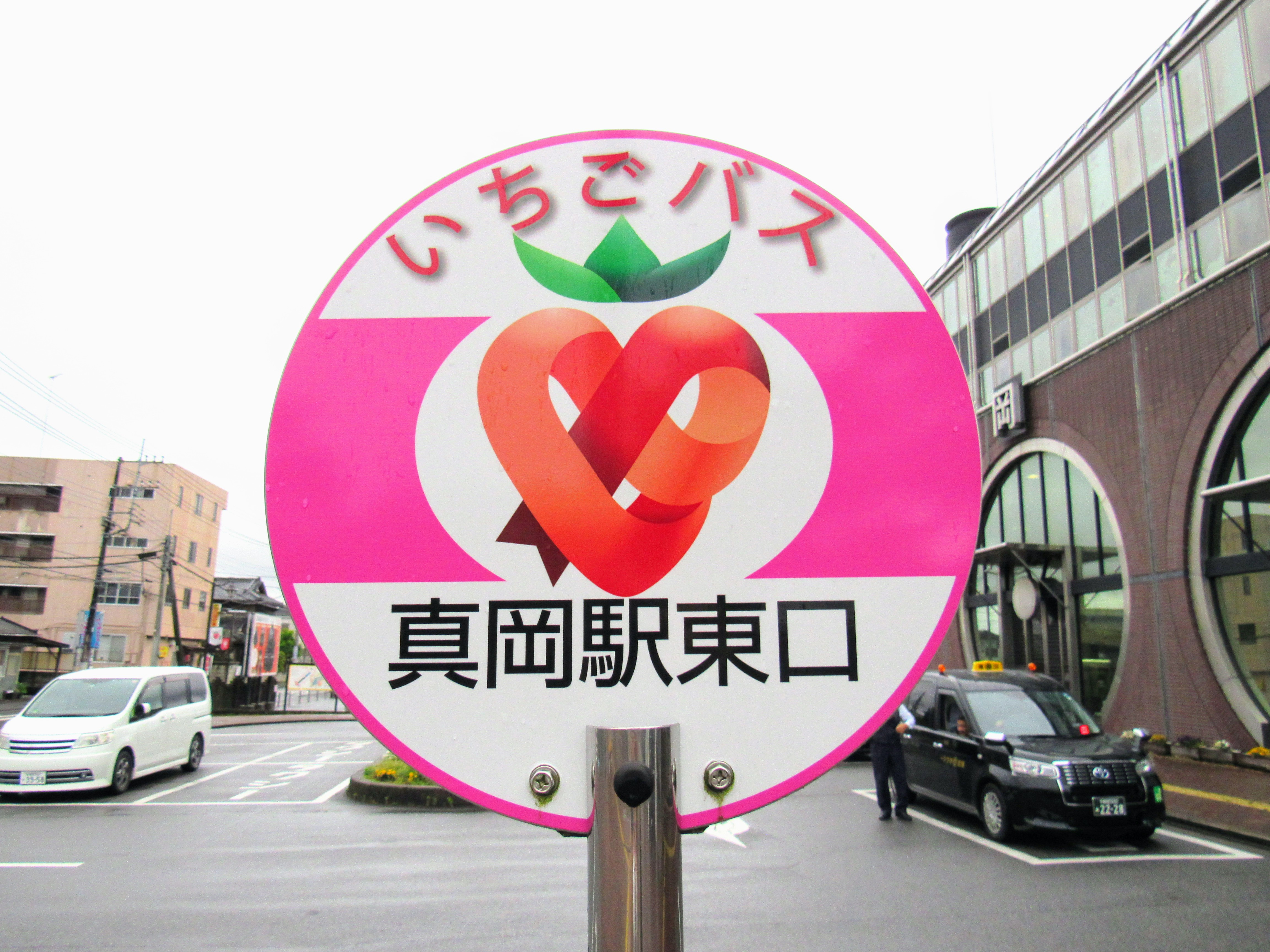
バス停

- 真岡駅東口 - 荒町二丁目 - 北真岡駅 - 芳賀赤十字病院 - 北真岡駅 - 東郷団地入口 - 真岡東小学校前 - 真岡市役所 - 真岡女子高校前 - 八木岡 - 高勢町二丁目 - とりせん真岡店 - 亀山 - たいらや真岡店東 - 高寺下 - 真岡駅西口 - 真岡駅東口

→方向が右回り、←方向が左回り。

## 運賃
- 100円（2歳までは無料）[5]
- 小学校の夏休み期間にあたる7月21日 - 8月31日は、市内外の小学生は運賃無料となるキャンペーンを2019年、2020年、2021年に実施[6]。

## 運行日
年末年始の12月29日 - 1月3日を除き毎日運行